# 교다시
교다시(일본어: 行田市)는 일본 사이타마현 북부에 있는 시이다. 도네강(利根川)을 사이에 두고 군마현과 접한다.
에도 시대부터 버선 산지로 유명하고, 현재도 일본에서 생산되는 버선의 약 80%가 교다시에서 생산되고 있다. 2001년에는 제조업 기술자, 건설 기술자를 육성하는 모노쓰쿠리 대학(ものつくり大学)이 개설되었다.

## 역사
- 1889년 4월 1일 - 기타사이타마군 나리타정, 교다정, 자마촌이 합병해 오시정이 되었다.
- 1949년 5월 3일 - 오시정이 시로 승격함과 동시에 개칭해 교다시가 되었다.
- 2006년 1월 1일 - 기타사이타마군 미나미카와라촌이 교다시에 편입 합병되었다.

## 교통

### 철도
- 동일본 여객철도 다카사키선
  - 교다역
- 지치부 철도 지치부선

### 도로
- 국도 17호선
- 국도 125호선

## 인구
| 연도 | 인구   | ±%     |
| ---- | ------ | ------ |
| 1960 | 58,164 | —      |
| 1970 | 63,582 | +9.3%  |
| 1980 | 76,960 | +21.0% |
| 1990 | 87,014 | +13.1% |
| 2000 | 90,530 | +4.0%  |
| 2010 | 85,801 | −5.2%  |